# Предео изузетних одлика Караш — Нера
Предео изузетних одлика Караш — Нера је заштићено подручје које се налази у југоисточном Банату у општини Бела Црква и наслања се на границу са Румунијом. Предео који обухвата око 1540 хектара, од чега је око 64% у режиму заштите другог, а преосталих 36% у режиму заштите трећег степена.

## Положај и особине
Само подручје састоји се од три целине: Караш, Нера и Мали песак. Караш обухвата део велике мртваје истоимене реке која је настала прокопавањем канала Дунав-Тиса-Дунав. Нера обухвата цео ток ове реке у Србији док Мали песак чине травната, пешчарска и степска станишта дуж леве обале Караша као и његову мртвају са леве стране канала „ДТД“ .
Река Караш извире у Румунији испод Анина планина, након својих 110 km дужине од чега 60 km кроз Србију, улива се у Дунав код места Стара Паланка. Караш представља део канала Дунав-Тиса-Дунав.Река Нера истиче из планине Семеник у румунском Банату, дуга је 124 km и такође се улива у Дунав. Она тече дуж границе Србије и Румуније повезујући Карпате и Панонску низију. Ушће Нере у Дунав, подручје под називом Лабудово окно, уписано је у регистар Међународно значајних влажних подручја док су Мали песак и меандри Караша уписани у регистар Међународних значајних станишта птица.
Основну вредност ПИО „Караш-Нера“ представљају очувани напуштени меандар реке Караш и речна станишта Нере. Овај предео се одликује различитим облицима рељефа на релативно малој површини. Највећа акумулација еолског песка чини ово место најупадљивијим динским пределом у Србији где висина дина може да достигне и 100 метара. Оивичен овим двема рекама, „Мали песак“ чини јединствен контраст сувих пешчара и бистрих бујичних вода, а због испаше која се овде стално одвија он није обрастао жбуњем и дрвећем па је дински рељеф највидљивији.  На простору комплекса „Караш-Нера“ се још могу наћи и разноврсни предели равничарских меандра бујичних река, спрудова и приобалних шума као и пешчарски пашњаци. У одсеченим меандрима Караша сачувана је подводна, приобална и плутајућа вегетација, а присутне су и ретке животињске врсте.
Посебно вредан предео чини река Нера са својом плавном зоном, то је једна од ретких преосталих нерегулисаних река у Војводини која често мења ток и гради предео сачињен од стрмих обала, спрудова, ада, меандра и лагуна.
Карактеристично за овај предео је још и то што је овде успело да се сачува пашњачко сточарство које није честа појава у Војводини.

## Флора и фауна
Најважнији представници ретке и угрожене  флоре су двоштитаста шаш (Fimbristylis bisumbellata), шиљата зука (Scirpus mucronatus), змијски језик (Ophioglossum vulgatum), димњача (Fumaria kralikii), калужђарка (Epipactis palustris) , гороцвет (Adonis vernalis ) као и мочварни  маслачак (Taraxacum palustre) - једино станиште у Војводини. На територији Војводине само се у Нери  налазе  велике  популације риба  карактеристичних за брдске реке), двопругаста уклија (Alburnoides bipunctatus), поточна мрена (Barbus meridionalis), као манић (Lota lota) ретка и угрожене врста. Долина Нере је једино познато станиште жабе травњаче (Rana temporaria) и поскока (Vipera ammodytes)  у Војводини. У  мртвајама Караша  гнезди се патка њорка, врста са светске Црвене листе. Птице грабљивице  хране се на  пашњацима  Малог песка: орао крсташ (Quila heliacal), орао кликташ (Clanga pomarina), патуљасти орао (Hieraaetus pennatus), орао змијар (Circaetus gallicus) и риђи мишар (Buteo rufinus), као и степски соко (Falco cherrug).Највећа популација текуница (Spermophillus citellus)  у Србији налази се на Малом песку, који насељава и јака популација  посебне форме подземног глодара слепог кучета (Spalax leucodon). Од осталих ректих и угрожених врста могу се набројати степски смук (Dolichophis caspius), степски гуштер (Podarcis tauricus),панонски скакавац (Acrida hungarica), мрављи лав (Myremeleon formicarius)

## Културно-историјске знаменитости
Поред природних лепота и посебности, предео „Караш-Нера“ се одликује и културно-историјским знаменитостима. У непосредној близини налази се важно археолошко налазиште у којем су пронађена чувенаколица из Дупљаја која су један од најважнијих археолошких предмета са наших простора, а потичу из бронзаног доба.